# Marie Hesensko-Kasselská (1796–1880)
Marie Hesensko-Kasselská (21. ledna 1796 – 30. prosince 1880) byla manželkou velkovévody Jiřího Meklenbursko-Střelického.

## Rodina
Marie se narodila jako druhá dcera Fridricha Hesensko-Kasselského a jeho manželky Karoliny Nasavsko-Usingenské v Hanau, Hesensko-Kasselsku. Přes otce byla pravnučkou britského krále Jiřího II. Otcův starší bratr byl hesensko-kasselským lantkrabětem. V roce 1803 byl strýc povýšen na kurfiřta.
Mariina sestra Augusta se provdala za Adolfa z Cambridge, sedmého syna britského krále Jiřího III.

## Manželství
12. srpna 1817 se Marie v Kasselu provdala za velkovévodu Jiřího Meklenbursko-Střelického, syna Karla II. Meklenbursko-Střelického. Měli spolu čtyři dětiː
- 1. Luisa Meklenbursko-Střelická (31. 5. 1818 Neustrelitz – 1. 2. 1842 Řím), svobodná a bezdětná
- 2. Fridrich Vilém Meklenbursko-Střelický (17. 10. 1819 Neustrelitz – 30. 5. 1904 tamtéž), velkovévoda meklenbursko-střelický od roku 1860 až do své smrti
  - ⚭ 1843 princezna Augusta z Cambridge (19. 7. 1822 Hannover – 5. 12. 1916 Neustrelitz)
- 3. Karolina Mariana Meklenbursko-Střelická (10. 1. 1821 Neustrelitz – 1. 6. 1876 tamtéž)
  - ⚭ 1841 Frederik (6. 10. 1808 Kodaň – 15. 11. 1863 Glücksburg), budoucí dánský král od roku 1848 až do své smrti, manželé se rozvedli ještě v roce 1846
- 4. Jiří August Meklenbursko-Střelický (11. 1. 1824 Neustrelitz – 20. 6. 1876 Petrohrad), titulární meklenbursko-střelický vévoda
  - ⚭ 1851 velkokněžna Kateřina Michajlovna Ruská (28. 8. 1827 Petrohrad – 12. 5. 1894 tamtéž)

## Tituly a oslovení
- 21. ledna 1796 – 12. srpna 1817: Její Jasnost princezna Marie Hesenská
- 12. srpna 1817 – 6. září 1860: Její Královská Výsost meklenbursko-střelická velkovévodkyně
- 6. září 1860 – 30. prosince 1880: Její Královská Výsost meklenbursko-střelická velkovévodkyně vdova